# 長崎くんち
長崎くんち（ながさきくんち）、長崎くんちは、長崎県長崎市の諏訪神社の祭礼である。10月7日から9日までの3日間催される。国の重要無形民俗文化財に指定されている（昭和54年指定、指定名称は「長崎くんちの奉納踊」）。地元では「おくんち」と呼ばれ親しまれている。
「龍踊（じゃおどり）」「鯨の潮吹き」「太鼓山（コッコデショ）」「阿蘭陀万才（おらんだまんざい）」「御朱印船(ごしゅいんせん)」など、ポルトガルやオランダ、中国・ベトナムなど南蛮、紅毛文化の風合いを色濃く残した、独特でダイナミックな演し物（奉納踊）を特色としており、傘鉾、曳物（山車・壇尻）、太鼓山など、京都や堺の影響も窺える。
「くんち」の名称は、旧暦の重陽の節句にあたる9月9日（くにち、九州北部地方の方言で「くんち」）に行ったことに由来するという説が有力である。「宮日」「供日」と表記されることもあるがこれは後年の当て字で、諏訪神社への敬意を表して「御」をつけたことから「おくんち」とも呼ばれるようになった。
博多おくんち（福岡県福岡市櫛田神社）、唐津くんち（佐賀県唐津市唐津神社）と並んで日本三大くんちと呼ばれている。

## 概要

### 実施日

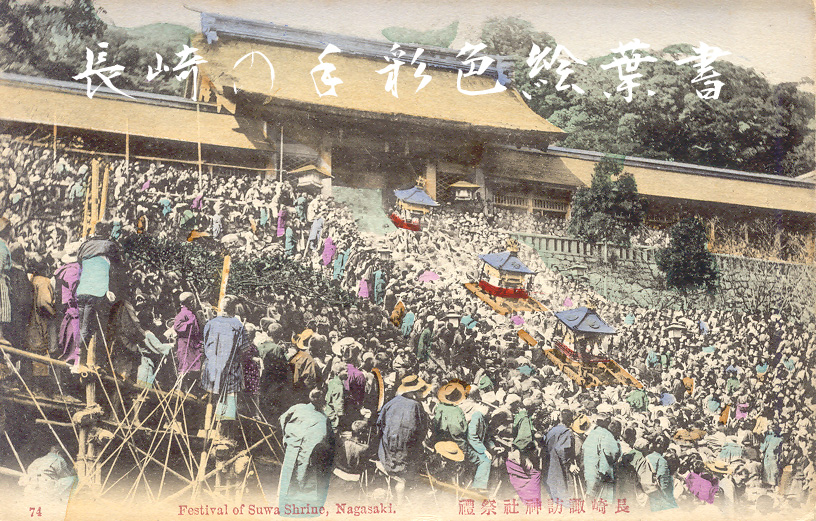
長崎諏訪神社祭禮「お上り」（明治）、手彩色絵葉書

くんちは、前日（まえび、10月7日）に「お下り」、中日（なかび、8日）に各場所での奉納、後日（あとび、9日）に「お上り」、の3日に分けて行われる。諏訪神社に祀られている三体の神体が、前日に諏訪神社の本宮から大波止に設けられた御旅所（おたびしょ）に下り（お下り）、後日には再び本宮に上る（お上り）という神事が行われる。各踊り町は諏訪神社本宮で演し物を奉納した後、旧八坂町（現鍛冶屋町）の八坂神社（祇園社、祇園宮）、御旅所（夢彩都おくんち広場）、長崎市公会堂などの踊り馬場でも奉納を行う。その後旧市街の各企業や民家の入り口前（庭先）で演し物の一部を披露する（庭先回り）。中日、後日にも各所で奉納踊りが行われ、同時に庭先回りも行われる。庭先回りで踊り町が訪問する企業や民家は、玄関に幔幕（まんまく）を張って踊り町を迎える。

### 踊り町（おどっちょう）
長崎くんちは、諏訪神社の氏子にあたる長崎市内の各町が、演し物と呼ばれるさまざまな演目（奉納踊）を奉納するものである。長崎市にある59の町（以前は77町）が5〜7町ごと7組に分かれて年ごとに奉納する。その年の当番に当たった町を踊り町（おどっちょう、おどりちょう）と呼ぶ。すなわち一つの町を見ると、7年に一度、踊り町が回ってくることになる。ただし、特別枠として参加し、本来の周期以外の年にも踊りのみ（傘鉾なし）を奉納することがある。
また、4年に一度年番町というお神輿の行列に並ぶ年がある。

### 傘鉾

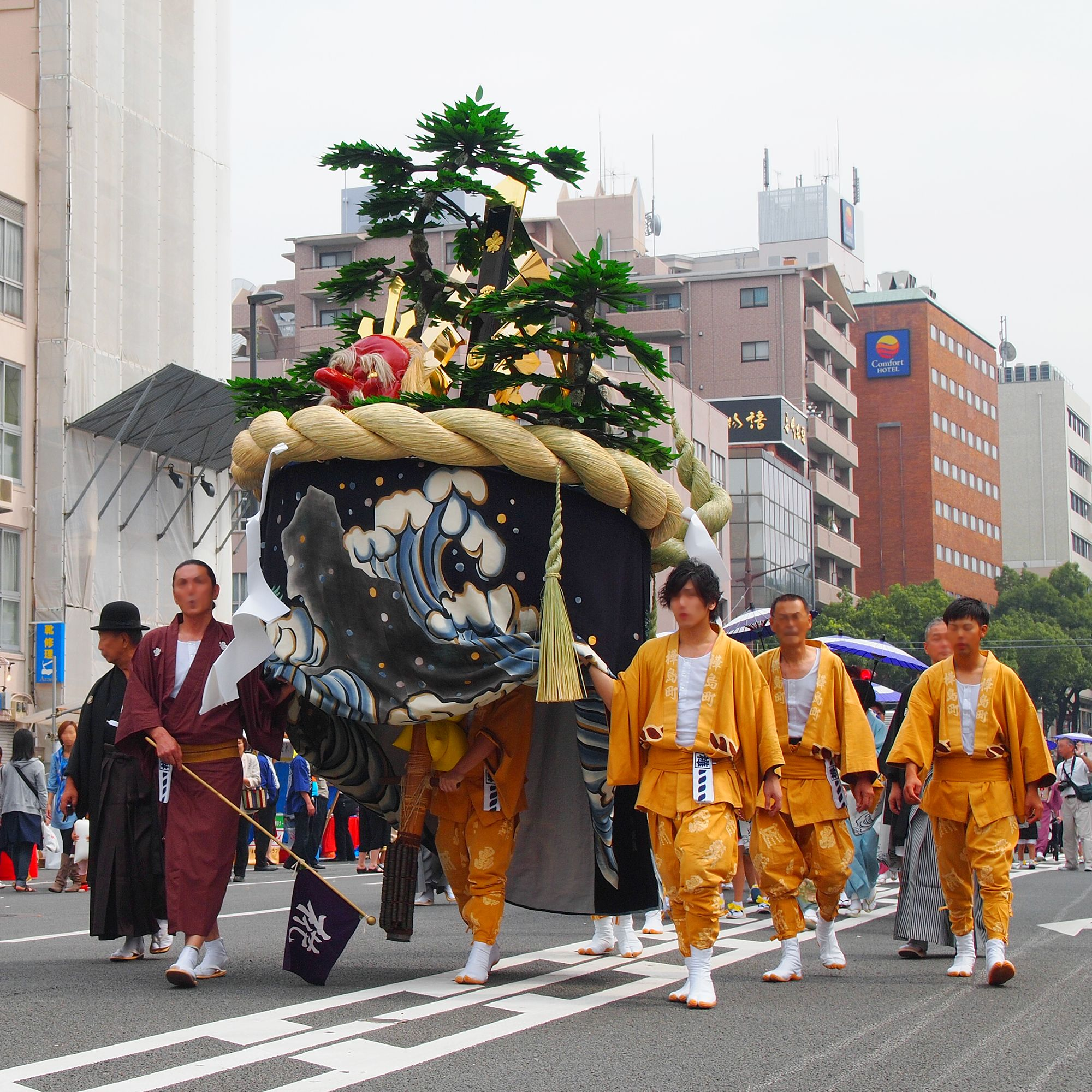
移動中の傘鉾（樺島町）

- それぞれの踊り町は、その町のシンボルでもある、巨大な傘鉾（かさぼこ）を先頭にして境内に進み、さまざまな演し物を神前に奉納する。
- 傘鉾の構造
  - 一番上に「飾り」（別名「だし」）がついており、まわりに「垂れ」（もしくは「さがり」）と呼ばれる布が張ってあって、飾りと垂れの間で周囲を「輪」が囲んでいる。
  - 真ん中には「心棒」と呼ばれる太い竹が通してあり、担ぐための「担ぎ棒」と「握り棒」がついている。
  - 重い飾りとのバランスを取るために、心棒の下の先には一文銭が2,500～3,000枚くくりつけてある。
  - 直径2m弱、高さ3～3.5m、重量は130～150kgある。
- 傘鉾の担ぎ手は各踊り町の者ではなく、傘鉾を専門に担ぐ者がいる。担ぎ手には6つの組があり、「傘鉾組合」も存在する。担ぎ手に小旗で指示を出す指揮者は「紗ふり（しゃふり）」と呼ばれている。

### シャギリ
各踊り町に随伴して、道中や演目の合間に演奏される下座音楽の囃子である。踊り町1か町につき7名で構成され、「場所」では笛5名、締め太鼓2名、「庭先回り」や「道中」では笛3名、締め太鼓4名（打手2名、担ぎ手2名）で構成される。演し物の演目の最中には用いられず、演目が始まったところで演奏を中止する。

### 演し物
踊り町ごとに得意とする演し物がある。川船、龍踊りなど多くの演し物は複数の町が奉納するためほぼ毎年〜数年ごとに見られるが、一部の演し物（鯨の潮吹きなど）は一つの町しか行わないため基本的に7年に一度しか奉納されない。

## 行事

### 小屋入り
演し物の稽古始めとされる6月1日の行事。踊り町が諏訪神社や八坂神社を詣で、練習の無事と本番での成功を祈願する。午後からは打ち込みとよばれるくんち関係者へのあいさつ回りを行う。庭先周りと同様に、周辺の企業や家庭では幔幕が張られる。

### 事始神事・御神輿守清祓い
くんちの始まりを告げる「事始（ことはじめ）神事」と、三基の神輿を担ぐ神輿守（みこしもり）町の清祓（きよはらい）。
事始神事では、当年の踊り町の役員らが大祭の始まりを神前に報告する。御神輿守清祓いでは、諏訪、森崎、住吉三社の神輿を担ぐ関係者が清祓を受け、大祭期間中の安全を祈願する。10月1日の行事。

### 庭見せ
くんちで使用する衣装や道具を公開する。夕方から開始される10月3日の行事。庭先周りと同様に、企業や家庭は幔幕を張る。

### 人数揃
「にいぞろい」もしくは「にぞろい」と読む。本番の衣装をつけその町内で町内の人間に対し披露するリハーサル。大体午後1時ころから行われる。10月4日の行事。

### 裏くんち
10月6日の夜に行われていた非公式行事。桟敷席と違って無料で座れる長坂に前日から徹夜で張り込みを行う者が暇をもてあまし、勝手に演し物の真似事を行ったことに由来。定番行事となっていたが、実行委員会により長坂の徹夜張り込みが禁止され整理券制となったためその伝統は途絶えた。

## 奉納踊り
奉納踊りとして披露される演し物（だしもの）は大きく分けて、踊り、曳物、担ぎ物、通り物に分けられる。それぞれ和風・洋風・中国風のものがある。
踊り
町ごとにさまざまな種類の踊りを行う。本踊り（＝本朝踊り、日本舞踊のこと）、阿蘭陀万才など。
曳物
下に車輪のついた山車を引き回すもの。ほとんどは船をモチーフとしたものであり「船」とも呼ばれる。龍船、川船、唐人船、御座船、鯨曳（俗に「鯨の潮吹き」）など。
担ぎ物
大勢の担ぎ手が担ぐ演し物。龍踊、太鼓山（コッコデショ）や鯱太鼓など。他所で見られる神輿のように担ぐだけでなく、引き回したり、高く放り上げて片手で受け止めるといったダイナミックな動きに特徴がある。
通り物
行列そのものに趣があるもの。大名行列、アニオーサンの行列、媽祖行列など。現在は単独ではほとんど行われておらず、奉納の一部で見られる場合がある。
尚シーボルト著「日本」には太鼓山（コッコデショ）と鯨の潮吹きがイラストで紹介されている。

### 掛け声
モッテコ（ー）イ
そそくさと帰ろうとする指揮者を通せんぼした上で、「モッテコーイ、モッテコイ」という掛け声を2回掛ける。その際、両腕もまた2回あげる。アンコールの意で用いられる。厳密には、傘鉾や演目を終えて運び出された曳物や担ぎ物を「（もう一度）持ってこい」という意味であったと言われる。また出番前の町に対しても用いられることがある。NHK長崎放送局が毎月発行している広報誌「もってこい長崎」は、この掛け声から採られている。また、かつては広報誌と同タイトルの地域番組もNHK長崎放送局が放送していた。
ショモーヤーレ
「所望（する。もう一度）やれ」から来たと言われる、踊りなどへのアンコールのためのかけ声。上記の「モッテコイ」と使い分けられる。
フトーマワレ
傘鉾が回るときに掛けられる掛け声。「太く（＝大きく）回れ」の意味。
ヨイヤー
傘鉾が見事に回ったときや演し物の演技が素晴らしい時にかけられる掛け声。長崎独特の凧揚げ(ハタ揚げ)では「勝負あり」の掛け声でも使われる。

### 龍踊り（じゃおどり）
くんちで奉納される演し物の代表格。現在、籠町、諏訪町、筑後町、五嶋町が奉納しており、毎年のように見ることができる（ない年もある）のだが、踊り町によって内容や登場する龍の種類や演出は異なる。
基本的に龍が玉を追いかける「玉追い」→とぐろを巻いた龍が自分の体に隠れた玉を探す「ずぐら」→胴の下をくぐって再び「玉追い」の流れとなっている。胴くぐりを行う際は頭がくぐり終わったところで龍尾衆と九番衆も同じ場所をくぐらせるため、龍体がよじれないようになっている。
交代要員や総指揮、龍指揮全てを合わせると龍一頭の奉納踊りを80名程度の人員が構成する。
構成
玉使い
龍が追いかける玉を持つ。玉使いと龍衆は重労働であるため、交代要員が用意され、総交代を行いながら演技が披露される。
龍衆
頭の担当者を龍頭衆（じゃがしらしゅう）、胴体の担当者を二番衆〜九番衆、尾の担当者を龍尾衆と呼ぶ。担当位置によって動きは異なってくる。
囃子方
長ラッパ、大太鼓、大銅鑼、皺鼓（ぱら）、小鉦（きゃん）、蓮葉鉦（ばつお）などの楽器にて構成される。
皺鼓
表面に張った皮を籐（とう）の棒で打つとパラパラと音がする。
小鉦
チーク材の棒先を軽く当てて鳴らす楽器。
蓮葉鉦
シンバルのような楽器で大蓮葉鉦、中蓮葉鉦、小蓮葉鉦に分かれる。大ばつおと中ばつおはすり合わせるように鳴らし、小ばつおは打ち合わせて鳴らす。
| 籠町の龍踊り |  | 籠町の龍踊りの囃子方 |
| 籠町の龍踊り |  | 籠町の龍踊りの囃子方 |

### コッコデショ
樺島町が寛政11年（1799年）より、上町が平成28年（2016年）に奉納している演し物である。正式には太鼓山という名称で、コッコデショは担ぐときの掛け声から来ている。江戸時代、長崎で陸揚げされた貿易品は堺商人の廻船で全国に運ばれており、商船の船頭や水夫は樺島町の宿を定宿としていた。この船頭衆から堺壇尻や各地の踊りが伝わり、各地の要素が合わさって樺島町独自の演し物になったと考えられている。太鼓山は船、采振りは船頭、踊りは船や波の動きを表している。
山車は担ぎ屋台となっており、4本の担ぎ棒に大太鼓を囲む櫓を組み、その上に5色の大座布団を載せて屋根としている。太鼓の四方には、赤い投げ頭巾を被った4人の男の子が座り、演技に合わせて太鼓を叩く。担ぎ棒に采振り4人を載せ、担ぎ手が足元を抑え、采振りが体を逸らし、大きく采を振って「ホーライエ」を歌いながら入場する。
踊りは太鼓山が長坂に向けて突っ込む「トバセ」、掛け声に合わせて山車を天空に投げて片手で受け止める「コッコデショ」、踊り馬場の中央で山車を回転させる「マワセ」、再び山車を投げる「コッコデショ」で1回が構成され、これが4回繰り返される。2回目の演技が終えたところで一旦退場しかけ、観客の「モッテコイ」に応えて3回目を行う。3回目の途中の「コッコデショ」で担ぎ手は一斉にに法被を投げ上げ、更に4回目の演技を終えたところで退場する。
退場する際は再び采振り4人を担ぎ棒に乗せ、「ホーライエ」を歌いながら踊り馬場を後にする。
構成
- 総指揮1名
- 指揮1名
- 長采3名
- 棒先（指揮が指示する方向に1〜8番棒の先端の縄を引っ張る）8名
- 采振り（コッコデショの周りで采を振る）4名
- 太鼓山（櫓の上で太鼓をたたく）2班4名ずつ
- 担ぎ手（山車を肩に担ぐ）36名

### 鯨の潮吹き
万屋町が奉納する演し物で1778年（安永7年）に、たまたま町内に来ていた唐津呼子の者の勧めで奉納されたのを始まりとする。鯨の姿をした曳物と小船の曳物、納屋の形をした曳物で構成され、鯨を港に引き込み納屋で大漁を祝う様子を表現する。前日に出てくる鯨は大きく動き回るが、後日になると縛り付けるように網をかけられ、納屋にも雪や氷柱などが付き、冬の鯨の追い込みの姿を表している。
鯨
演目の主役であり、曳き回しを行って鯨の泳ぐ姿を表現する。中には人が入っており、からくりを操作して水を4 - 5メートルの高さまで吹き上げる。
納屋
演し物の主体となる曳物に囃子方を乗せることが出来ないため、囃子方は納屋の形をした専用の曳物の中から楽器を演奏する。
小船
船頭衆を演じる子供が上に乗る小さな曳物で、船頭衆はこの上に立ち上がって「鯨引きうた」を歌う。

### 阿蘭陀万才
昭和9年に長崎市主催の国際産業博覧会が開かれた際、花柳寿太郎指導の下、前年に発表された阿蘭陀風三河万才の踊りを町検の芸妓衆が演じたのを始まりとする。南蛮風衣装に身を包みオランダ人男性に扮した青い服を着た万歳（まんざい）、黄色や橙色の服を着た才蔵（さいぞう）というピエロの踊り子二人が主役となり、日本風、中国風の踊り子らと共に胡弓や木琴などの明清楽に合わせて踊る。長崎に漂着したオランダ人2人が生計を立てるために「万才」を披露しながら正月を祝って回ったと言うのが主な筋書きである。唐扇子を持つのが万歳、鼓を持つのが才蔵である。初演から長らく女性のみが万歳と才蔵を務めていたが、2013年に初めて栄町が花柳流経験者の男性2人組による阿蘭陀万才を奉納した。

## 参加地域・団体
踊町が有名であるが、踊り町以外の役割で参加する地域もある。
踊町（おどりちょう）
演し物を披露する地域。全59町が7組に分かれ、7年に一度演し物を奉納する。なお、特別出演として本来の順番以外の年に参加する場合もある。
過去の演し物や出演予定は長崎伝統芸能振興会による長崎くんち公式サイトの踊町と演し物に詳細が記載されている。
神輿守町（みこしもりちょう）
お上りやお下りで神輿担ぎを担当する地域。6年で一巡する。
年番町（ねんばんちょう）
くんちの世話役。踊り町を担当する地域が、踊り町を務めてから4年後に担当する。踊りを奉納していない町は年番町のみ担当している。
傘鉾（かさぼこ）の担ぎ手
踊り町のシンボルであり、必ず踊り町の行列の先頭を歩く傘鉾。担ぎ手は踊り町でなく、専門の担ぎ手団体が担ぐようになっている。
白ドッポ
白い袖の法被を着て長坂に大勢で陣取る人物達の総称。奉納踊りが始まり、気に入ったものには「モッテコーイ」、本踊りには「ショモーヤーレー」、気に入らなければ「モッテイケー」と先導して野次を飛ばしていた。

## 宮司のセクハラ疑惑を巡る騒動
2022年4月28日、氏子代表の常任総代らは記者会見を行い、奉納踊や神輿行列を3年連続で中止する意向を表明した。その理由として、コロナウイルス感染症の流行に加えて、2021年秋に明るみに出た宮司のセクハラ疑惑を巡る宮司と氏子と対立があるとされる。また、禰宜によるパワハラ疑惑も浮上し、これらの疑惑について損害賠償請求などが長崎地方裁判所で争われる事態となった。
その後、2023年2月12日に宮司が死亡したことを受け、同月20日までに権禰宜7人全員が辞職届を提出。前記の損害賠償請求も、9月22日付で和解が成立。新型コロナウイルス感染症の感染症法上での位置付けも5月8日に5類感染症（季節性インフルエンザと同等）へ引き下げられ、2023年は通常通りの開催となった。

## 歴史
1634年（寛永11年）に、神前にて謡曲「小舞」を豊前国中津（現在の大分県中津市）出身の丸山遊女である高尾と音羽の二人が奉納したことが始まりとされる。もともとは基督教徒を鎮圧するために長崎奉行・榊原飛騨守の肝煎りで始められた。

### 年表

#### 江戸時代
- 1634年（寛永11年）- 長崎くんちの始まり
  - 長崎奉行の神尾備前守、榊原飛騨守の援助を受け、諏訪神社初代宮司である肥前国松浦郡唐津の青木賢清が初めて旧暦9月7日・9日を祭日に制定。
    - 9月7日に大波止の御旅所に諏訪神社・住吉神社の神輿渡御を行う。
    - 9月9日に遊女高尾・音羽が散楽の曲舞を諏訪神社の広前（神前）で納め、還御の儀式を行う。

  - 諏訪神事（長崎くんち）を長崎市民の神事と認定し、諏訪伸は長崎の鎮守、市民は皆その氏子となった。この諏訪神事の奨励の背景にはキリシタン宗門一掃のねらいがあったと言われている。
- 1642年（寛永19年）- 長崎市中に散在していた遊女屋を一カ所に集め、丸山町・寄合町の2町が誕生。
  - 踊り町の順番を長崎市中の全66町のうち出島町を除いた65町、更に丸山町、寄合町を除いた63町を21町ずつ3組に分け、3年1巡とする。
  - 21の踊り町を9月7日に11町、9月9日に10町に分ける。
  - 丸山町・寄合町の両遊女町は毎年踊りを奉納する。
  - 出島町は踊り町にはならない。
- 1654年（承応3年）- 諏訪神事を観覧する出島在留オランダ人のために、初めて大波止御旅所に桟敷が設けられる。
- 1655年（明暦元年）- 踊り町を6分して6年一巡に改め、この年の踊り町の数は11町になる。
- 1656年（明暦2年）- 1年の踊り町の数が10町に変更される。
- 1672年（寛文12年）- 長崎大火（寛文3年）からの復興と長崎奉行牛込忠左衛門重忝の町割により市街80町、踊り町77町となったため、踊り町の順番が1年11町、現在と同じ7年1巡に変更される。（出島町は踊りを奉納しない、丸山町・寄合町は毎年奉納するという点は変更なし）
- 1683年（天和3年）- 幕府が長崎奉行に対し、諏訪神事での町人の帯刀を禁止し、踊り町民の衣類には木綿を用いるなど質素にさせるよう命じる。
- 1692年（元禄5年）- 唐人（中国人）の要望を受け、大波止の御旅所で唐人の諏訪神事観覧が許可される。（1691年（元禄4年）の説もある）
- 1705年（宝永2年）9月7日 - 諏訪神事に際し、森崎神社の神輿が初めて諏訪神社・住吉神社とともに大波止に渡御となる。
- 1734年（享保19年）- 大波止御旅所で湯立神事が始まる。
- 1778年（安永7年）- くんち奉納踊りに初めて鯨引き（鯨の潮吹き）が登場。
  - 1776年（安永5年）の愛宕山祭礼で、市中から米引きをした際、萬屋（万屋）町にあった呼子屋に滞在中の鯨組主人の中尾甚六が鯨引きを勧め、万屋町の奉納踊りとして採用されたのが始まり。
- 1761年（宝暦11年）- 諏訪神事能定日を9月12日から9月11日に変更。12日が徳川家重の忌日にあたるため。
- 1792年（寛政4年）- くんちが、将軍徳川家治の7回忌で奉行謹慎中のため、7日を避け、9日・11日・13日に行われる。
- 1793年（寛政5年）- 諏訪祭礼日（くんち）を従来の7日・9日・11日から、9日・11日・13日に変更する。7日が将軍徳川家治の忌日にあたるため。
- 1799年（寛政11年）- 初めてコッコデショ（堺の太鼓山）が登場する。
  - 江戸時代、唐船・オランダ船の舶載する商品等の運送は、主に堺船によって行われていた。堺船の船頭や水夫は長崎滞在中に樺島町の船宿に宿泊していた。そのような縁から堺の太鼓山が樺島町の奉納踊りで行われるようになった。長崎で独自のアレンジが施され[19]、現在の形に至っている。
- 1842年（天保13年）- くんちに大金をかけ、風俗を乱す舞踊を禁じ、すべて衣装に質素な木綿を使用させる。
- 1846年（弘化3年）- くんち奉納踊りに初めて「江戸町の兵隊さん」（オランダ軍楽隊）が登場。
  - この時使用した衣装他一式は、オランダ人デルプラットが注文を受け、オランダ本国から運ばれた。江戸町は明治維新直前まで7年ごとに4回くんちに「江戸町の兵隊さん」として出演したとされている。
- 1865年（慶応元年）- 諏訪神事踊りで舞妓を裸体にすることを禁止する。

#### 明治
- 1868年（明治元年）- 沢宣嘉長崎府知事により、諏訪神事の改革が行われる。華美禁止の令が出された。
  - 傘鉾は直径4尺（約1.2m）、飾り（だし）は踊り町名を印すのみとする。
  - 奉納踊りは全廃[20]。
  - 神輿行列は、お供町11町から3名ずつ計33名が武者姿で供奉[20]。
  - 丸山町・寄合町は例外として傘鉾と小舞を奉納することが許可される。
- 1875年（明治8年）9月8日 - 諏訪祭礼日を太陽暦の10月7日・9日に改正。中断されていた奉納踊りが質素に復活する。
- 1877年（明治10年）- 西南戦争とコレラの流行で延期になり、12月7日にお下り、9日にお上りが行われる。
- 1885年（明治18年）、1886年（明治19年）、1888年（明治21年）、1891年（明治24年）、1902年（明治35年）もコレラの流行により、延期されたり奉納踊がなかったりした。
- 1894年（明治27年）- 日清戦争のため、傘鉾のみ奉納した。
- 1896年（明治29年）- 本古川町（軍艦、剣舞）の「軍艦」が登場。
- 1898年（明治31年）- 江戸町（陸軍操練）の「陸軍操練」が登場。
- 1904年（明治37年）- 日露戦争のため、11月7日にお下り、9日にお上りが行われる。丸山町（囃子）、西上町（兵隊行列）、八百屋町（小狐行列）、それ以外は傘鉾のみ奉納された。
- 1905年（明治38年）- 日露戦争のため、奉納踊りは全面中止。踊り町10町が傘鉾（かさぼこ）だけを出し、10本の傘鉾が1列になって諏訪神社前から大波止の御旅所へと向かった。

#### 大正
- 1912年（大正元年）- 明治天皇の崩御により、奉納踊は翌年に繰り延べれられた。
- 1914年（大正3年）- 第1次世界大戦のため、奉納踊が中止された。
- 1923年（大正12年）- 関東大震災が発生したため、奉納踊が中止された。

#### 昭和（戦前）
- 1929年（昭和4年）10月 - 長崎くんちを内外に紹介宣伝し、観光客誘致を目的として、商工会議所・長崎市の後援のもと、宮日振興会と諏訪の市協力会を設立。
- 1930年（昭和5年）10月7日 - 踊り町12町出場。（傘鉾は全町、本踊りは9町）

寄合町（本踊り）、榎津町（川船）、西古川町（本踊り）、本紙屋町（本踊り）、新大工町（曳段尻・剣舞）、磨屋町（本踊り）
新橋町（本踊り）、金屋町（獅子踊り）、大村町（本踊り）、本五島町（本踊り）、今町（本踊り）、玉江町（本踊り）
- 1931年（昭和6年）10月7日 - 踊り町11町出場。（傘鉾は全町、本踊りは8町）

丸山町（本踊り）、油屋町（本踊り）、下筑後町（獅子舞）、今籠町（本踊り）、鍛冶屋町（本踊り）、東中町（剣舞）
豊後町（本踊り）、本下町（本踊り）、外浦町（本踊り）、萬歳町（本踊り）、西中町（川船）
- 1932年（昭和7年）10月7日 - 踊り町12町出場。（傘鉾は全町、本踊り5町、曳き物（ひきもの）4町）

寄合町（本踊り）、興善町（小薩摩）、今下町（本踊り）、築町（御座船、剣舞）、東上町（剣舞）、馬町（本踊り）
大黒町（浮立）、八坂町（川船）、東濱町（本踊り）、東古川町（川船）、本古河町（軍艦）、銅座町（本踊り）
- 本古川町の軍艦は江戸町の陸軍「兵式訓練」に対し、海軍のものを取り扱ったもの。曳き物の軍艦（三社艦）は三笠型であったが、この年の軍艦は櫓マストの軍艦長門型となった。軍艦の曳き物はこの年をもって最後となった。
- 興善町の小薩摩もこの年をもって最後となった。

- 1933年（昭和8年）10月8日 - 踊り町12町が出場。NHK長崎放送局が長崎くんちの全国中継放送を初めて行う。

丸山町（本踊り）、桜町（剣舞、南朝忠臣鎧武者）、小川町（コッコデショ - 式見村）、内中町（二頭獅子踊り - 長与村）、西上町（本踊り）、八百屋町（本踊り）、
勝山町（剣舞、軍歌義士討入）、恵比須町（恵比酒船）、紺屋町（川船）、炉粕町（本踊り）、伊勢町（剣舞、綿旗奉戴江戸上り）、台場町（棒術、鹿児島県頴娃高等公民学校生徒）
- くんちの傘鉾持ちとシャギリは長崎周辺郷村の引き受けが伝統であるが、獅子踊り（長与村）やコッコデショ（式見村）などの出し物にも長崎周辺の郷村が関わった。
- 本場の薩摩の棒術披露は異例であった。

- 1934年（昭和9年）10月7日 - 踊り町11町が出場。（傘鉾は全町、本踊り5町）

寄合町（本踊り）、本大工町（曳壇尻）、今博多町（本踊り）、本紺屋町（コッコデショ）、今魚町（川船）、本籠町（蛇踊り）、
材木町（本踊り）、古町（本踊り）、上筑後町（獅子舞）、江戸町（兵式訓練）、本興善町（本踊り）
- 江戸町の兵式訓練は、「江戸町の兵隊さん」と呼ばれ、子供に人気があったが、この年をもって終了となった。

- 1935年（昭和10年）10月7日 - 踊り町10町が出場。（傘鉾は全町、本踊り7町）

丸山町（本踊り）、五島町（本踊り）、引地町（獅子舞）、本石灰町（本踊り）、桶屋町（本踊り）、
大井手町（蛇踊り - 西彼滑石村）、船大工町（川船）、袋町（本踊り）、酒屋町（本踊り）、出来大工町（本踊り、壇尻）
- 新町、堀町は6月1日の小屋入りだけ参加し、奉納出し物は辞退した。

- 1936年（昭和11年）10月8日 - 踊り町11町が出場。（傘鉾は全町）7年一巡制、最後の年となる。

寄合町（本踊り）、船津町（川船）、本博多町（本踊り）、樺島町（コッコデショ）、平戸町（本踊り）、八幡町（剣舞）、
麹屋町（剣舞）、萬屋町（鯨の潮吹き）、西濱町（蛇船、本踊り）、銀屋町（大名行列）、諏訪町（蛇踊り）
- 1937年（昭和12年）10月7日 - 諏訪大祭が開幕するも、本踊り奉納は非常時（日中戦争勃発）のため中止。くんちの3日間は防空演習が行われた。
- 1940年（昭和15年）6月1日 - 3年ぶりの長崎くんちの小屋入り。
  - 非常時のため、奉納踊りが遠慮されてきたが、戦意高揚戦勝記念の意味を込め、奉納踊り復活の機運が高まり、16町が参加する異例のくんちとなった。
- 1941年（昭和16年）10月7日 - 6町が出場。

丸山町（傘鉾・本踊り）、興善町（傘鉾）、本籠町（蛇ばやし）、今博多町（シャギリ）、上筑後町（シャギリ）、江戸町（シャギリ）
- 1942年（昭和17年）10月7日 - 9町が出場。
  - 傘鉾と本踊り - 寄合町、五島町、新引地町（新町と引地町の合同）、本石灰町の4町
  - 傘鉾と川船ばやし - 船大工町
  - 傘鉾のみ - 大井手町、眼鏡橋町（袋町と酒屋町の合同）、出来大工町、桶屋町
- 1943年（昭和18年）10月7日 - 奉納踊りは中止され、神輿渡御のみ行われる。東検番芸妓たちが奉納踊りと称し、三菱会館で舞い納めを行うという異例な出来事が起きた。

#### 昭和（戦後）
- 1945年（昭和20年）10月7日 - 原爆投下から59日目に長崎くんちが開催。
  - 強行推進役は丸山花月の本田寅之助。踊り子6名、地方5名の手古舞。踊りは伊勢宮・八坂神社にも奉納。
- 1946年（昭和21年）10月9日
  - 午前8時 - 奉納踊り
  - 午前10時 - 神輿渡御（大波止がGHQ進駐軍モータープールとして使用されていたため、御旅所の仮宮はなし）
    - 神輿順路
      - 馬町---県庁仮庁舎（現長崎歴史文化博物館）---（休憩）---築町---長久橋---濱町---鍛冶屋町---（休憩）---磨屋町---中通り---伊勢宮---国道

  - 午後5時 - 還御

寄合町（傘鉾、本踊り吉原雀）、踊り当番町合同（本踊り、大原女）、連合町（本踊り、月の巻）、東古川町（川船）
- 1947年（昭和22年）10月8日 - 午前8時 奉納踊り、午後1時 神輿渡御、御旅所なし、市中一巡後に還御
  - 6月1日の小屋入りは中止。ほとんどの踊り町が辞退。
  - 丸山花月の本田寅之助のみが傘鉾と本踊りを出す。芸妓は立方6名、地方6名の計12名で、芸名ではなく本名で出演。
  - 踊りの外題は「国栄祝舞衣（くにのさかえいおうまいぎぬ）」で、焦土日本の繁栄を祈願したもの。
- 1948年（昭和23年）10月7日 - 長崎くんちと市民祭が開催。御旅所仮宮は浜屋裏に設置される。
  - 旧来に近い形のくんちとなる。（御旅所復活、7日お上り、9日お下り）
  - 小屋入りは変則的で、9月1日に行われた。
  - 10町が出場。
  - 長崎駅前に「長崎おくんち祭」の宣伝塔(6m)が立てられ、舞妓と蛇踊りを図案化したポスターが掲示。
- 1949年（昭和24年）
  - 10月3日 - 庭見世（にわみせ）と諏訪踊馬場の桟敷が復活。
  - 10月7日 - 踊り町8町が出場。特別参加の開始（この年は本籠町の蛇踊り）。御旅所は外浦町長崎地方裁判所前に設置。
  - 10月9日 - 雨天のため、お上りは11日に延期。
- 1950年（昭和25年）10月7日 - 踊り町8町が出場。くんち振興会が花電車・花バスを走らせ、くんちに景気を添える。
- 1952年（昭和27年）10月7日 - 御旅所を江戸町（現 江戸町公園）に設置。
- 1953年（昭和28年）10月8日 - 7日が雨天で8日に延期。踊り町の数は10町で戦後最多。出島町が初参加。
- 1956年（昭和31年）10月7日 - 御旅所を長崎県庁前広場に設置。
- 1957年（昭和32年）10月7日 - 蛇踊り、蛇船の表記を「龍踊り」、「龍船」と改める。
- 1958年（昭和33年）10月7日 - 丸山町と交互に必ず出場していた寄合町が辞退。
- 1959年（昭和34年）10月7日 - 出場辞退、合同町が増えたため、踊り町再編成の機運が高まる。長坂に白トッポが登場。
- 1960年（昭和35年）10月7日 - 寄合町が再び出場。
- 1961年（昭和36年）10月7日 - 市民運動場が長崎市公会堂建設のため、使用不可となり、くんち振興会の踊り場が船津町の瓊浦公園に変更となる。
- 1968年（昭和43年）10月7日 - 踊り町は（非常時を除き）くんち史上最少数の4町となる。くんち振興会特設踊り場が長崎市公会堂前広場に変更となる。
- 1972年（昭和47年）10月7日 - 川船のはやし方に初めて女子が乗る。
- 1975年（昭和50年）- 公会堂前の広場で「くんちの夕べ」が始まる。
- 1978年（昭和53年）- 万才町が戦後初めて踊町に参加した。
- 1979年（昭和54年）2月3日 - 長崎くんちの奉納踊りが長崎県では初めて、国の重要無形民俗文化財に指定される。
- 1988年（昭和63年）10月 - 昭和天皇の病気により、奉納踊りと神輿行列が中止[21]。奉納を翌年に延期した。

#### 平成
- 1991年（平成3年）- 諏訪神社で「くんちの夕べ」が行われるようになった。
- 1997年（平成9年）- 小川町が戦後初めて踊町に復活し、獅子踊を奉納した。
- 2006年（平成18年）- 丸山町が41年ぶりに踊町に復活し、本踊を奉納した。
- 2009年（平成21年）- 今籠町が57年ぶりに踊町に復活し、本踊りを奉納した。
- 2011年（平成23年）- 樺島町が太鼓山（コッコデショ）の担ぎ手をインターネット等で公募し、希望者が殺到した。

#### 令和
- 2020年（令和2年）4月 - 新型コロナウイルス感染症の感染拡大を受けて、奉納踊り・神輿行列の中止が決定。中止になるのは1988年以来32年ぶり[22]。
- 2021年（令和3年）4月 - コロナ禍が長引く中、2年連続で奉納踊り・神輿行列の中止が決定[23]。
- 2022年（令和4年）4月 - コロナ禍が長引く中、3年連続で奉納踊り・神輿行列の中止が決定。
- 2023年（令和5年）10月 - 通常通り開催される。

## くんちが登場した映画・ドラマ
すべて東映の制作。
- 網走番外地 望郷編（1965年）
- トラック野郎・爆走一番星（1975年）
- 長崎ぶらぶら節（2000年）